# 施之常

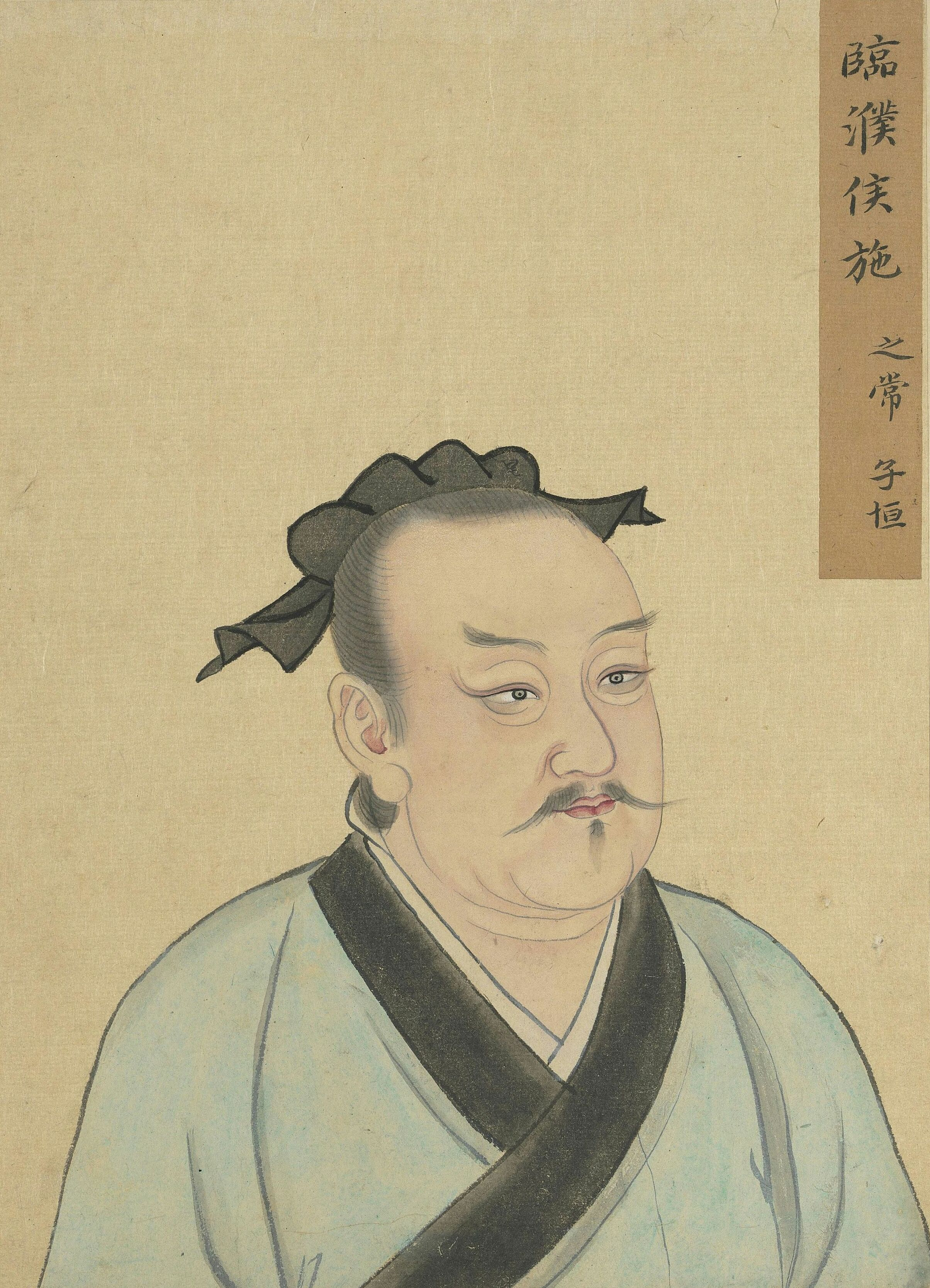
施之常

施之常（？—？），字子恒，春秋时期人，孔子七十二弟子之一，历代从祀孔庙。《水浒传》作者施耐庵的祖先。唐玄宗尊之为“乘氏伯”，宋真宗加封为“臨濮侯”。明嘉靖九年改称“先贤施子”。其他事迹不详。

## 後裔
- 施耐庵，水滸傳作者